# آکسبورو
آکسبورو (به انگلیسی: Oxborough) یک روستا و محله مدنی در بریتانیا است که در Breckland District واقع شده‌است. آکسبورو ۱۳٫۲۴ کیلومتر مربع مساحت و ۲۲۸ نفر جمعیت دارد.